# Bahnhof Petershausen

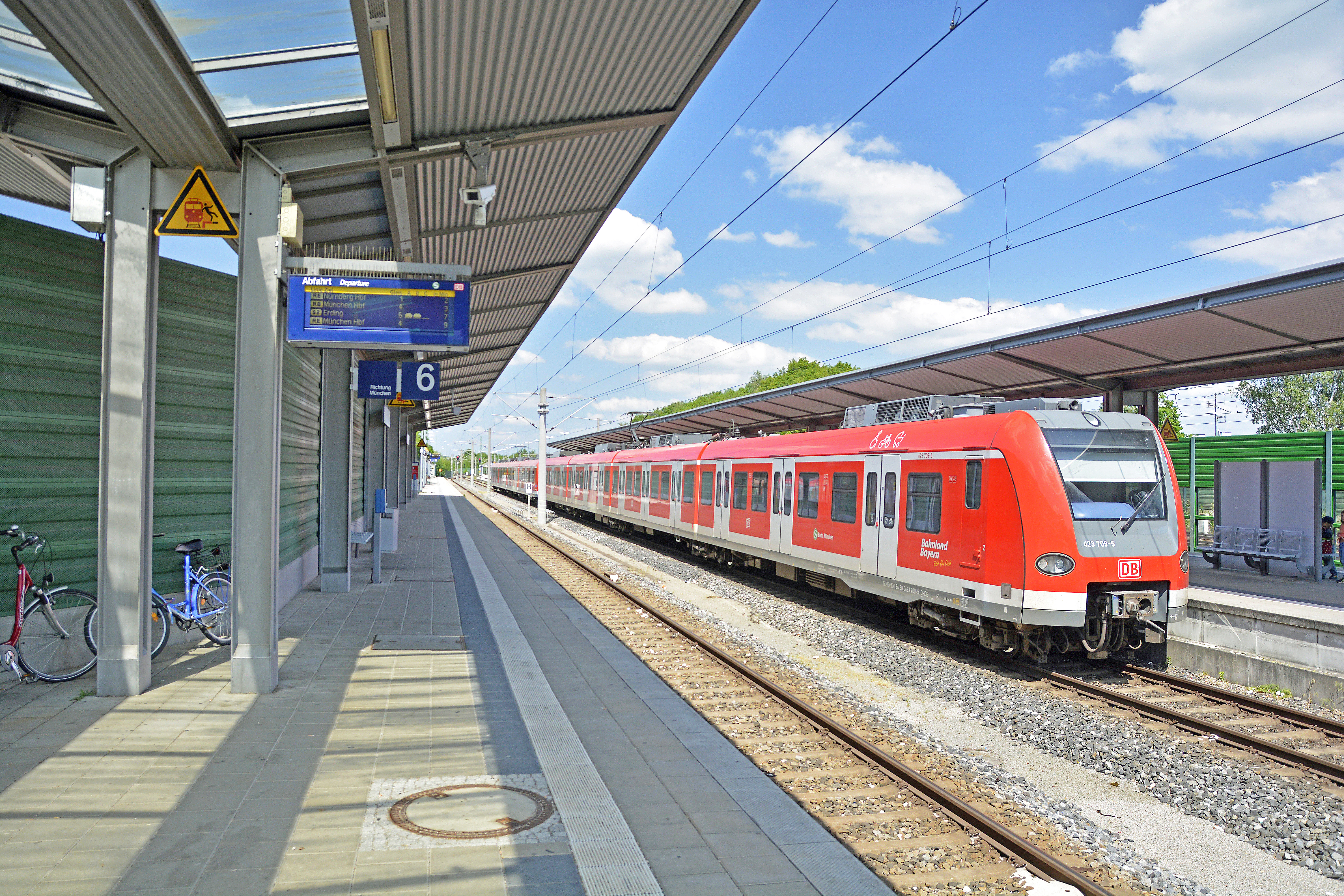
S-Bahn járat az állomáson

Bahnhof Petershausen vasútállomás Németországban, Bajorország tartományban, Petershausen településen. Az állomás a S-Bahn München S2-es vonalának végállomása.

## Vasútvonalak
Az állomást az alábbi vasútvonalak érintik:
- München–Treuchtlingen-vasútvonal
- Munich-Laim Pbf–Petershausen (Oberbay) railway

## Kapcsolódó állomások
A vasútállomáshoz az alábbi állomások vannak a legközelebb: 
- Röhrmoos (2003–, München Hauptbahnhof, München–Treuchtlingen-vasútvonal)
- Paindorf (Bahnhof Treuchtlingen, München–Treuchtlingen-vasútvonal)
- Vierkirchen-Esterhofen (2003. április 21. – , Bahnhof München-Laim, Munich-Laim Pbf–Petershausen (Oberbay) railway)

## Forgalom
Az állomáson csak regionális járatok (RE, RB) állnak meg, a távolsági járatok (ICE- és IC-vonatok nem.

### S-Bahn
| Járatszám | Útvonal | Járatsűrűség  |
| --------- | --- | ------------- |
| S2        | Petershausen – Vierkirchen-Esterhofen – Röhrmoos – Hebertshausen – Dachau / Altomünster – Kleinberghofen – Erdweg – Arnbach – Markt Indersdorf – Niederroth – Schwabhausen – Bachern – Dachau Stadt – Dachau – Karlsfeld – Allach – Untermenzing – Obermenzing – Laim – Hirschgarten – Donnersbergerbrücke – Bahnhof Hackerbrücke – Hauptbahnhof – Karlsplatz (Stachus) – Marienplatz – Isartor – Rosenheimer Platz – Ostbahnhof – Leuchtenbergring – Berg am Laim – Riem – Feldkirchen – Heimstetten – Grub – Poing – Markt Schwaben – Ottenhofen – St. Kolomann – Aufhausen – Altenerding – Erding | 20 percenként |

### Regionális
| Vonatnem | VGN útvonal | Útvonal | Gyakoriság                                     |
| -------- | ----------- | --- | ---------------------------------------------- |
| RE       | R9          | München-Nürnberg-Express: Nürnberg – Allersberg – Ingolstadt - Pfaffenhofen an der Ilm - Petershausen - München | 120 percenként Hétvégén: részben 60 percenként |

## Buszjáratok
Az állomást több helyi buszjárat is érinti:
- 619
- 707
- 728
- 785
- 786
- 7280